# Wright-Piedmont-Gletscher
Der Wright-Piedmont-Gletscher ist ein Vorlandgletscher an der Davis-Küste des Grahamlands auf der Antarktischen Halbinsel. Er erstreckt sich von der Lanchester Bay in westlicher Richtung.
Luftaufnahmen der Hunting Aerosurveys Ltd. aus den Jahren von 1955 bis 1957 dienten seiner Kartierung. Das UK Antarctic Place-Names Committee benannte den Berg am 23. September 1960 nach den US-amerikanischen Luftfahrtpionieren Orville (1871–1948) und Wilbur Wright (1867–1912).